# Show (socca.)
show（ショー、本名・三浦 翔、1988年2月5日 - ）は、日本のヴァイオリニスト。秋田県出身。クウェート育ち。身長164cm。血液型はA型。MAD所属。

## 来歴
民族音楽、クラシック、ジャズ、プログレッシブ・ロック、ロック、ヘヴィメタル等を織り交ぜたジャンルレス、ボーダレスな楽曲を得意とする。2007年、Dollのヴァイオリニストとしてインディーズデビュー。2008年解散。クリエイター集団socca.にて音楽制作、楽曲提供を行う。フジロックフェスティバル、ROCK IN JAPAN FESTIVAL、ライジング・サン・ロックフェスティバル等、数々のロックフェスに出演。J-POP多数アーティストと共演。映画、CM、アニメ、ゲーム音楽のレコーディング、コンサートなどにも多数参加。現在、幅広いジャンルで活動中。

## 出演、作品、サポート演奏

### 出演
- Cocco
- GLAY
- Superfly
- YUKI
- 嵐
- 関ジャニ∞
- ケルティック・ウーマン
- サラ・ブライトマン

### レコーディング
- Acid Black Cherry
- Cocco
- GACKT
- GLAY
- Superfly
- SWEET BOX
- 石井竜也
- 鬼束ちひろ
- 関ジャニ∞
- 堂本光一
- 中島みゆき
- 浜崎あゆみ

### CM
- サントリー 「南アルプスの天然水」イメージガール
- DMM.com 「滝」出演
- シャープ「AQUOS」
- リクルート
- セキスイハイム

### ミュージカル
- BKLYN(ブルックリン)
- 美貌の青空 チェ・ゲバラ、魂の錬金術
- ディズニー・オン・アイス

## socca.
- メンバー
  - TAKAKO（ピアノ）
  - mAco（ヴァイオリン/ヴィオラ）
  - show（ヴァイオリン/二胡/フルート）
- プロジェクト参加メンバー
  - Dai（ギター）
  - NORI（ドラム/パーカッション）
  - 神田愛未（サックス）
  - 郷和章（トロンボーン）
  - RYOZ（トランペット）

## ディスコグラフィー

### アルバム
- socca.（2010年7月7日）
  1. ミスターパラレル
  2. 青い花
  3. 戦花19900802
  4. moonlight serenade
  5. centering the present

　(2015年、Remastered)
- covers.（2011年12月7日）
  1. ゴッドファーザー・ワルツ〜愛のテーマ
  2. I don't want to miss a thing
  3. My heart will go on
  4. パイレーツ・オブ・カリビアン
  5. ルパン三世のテーマ
- utauta （2012年2月22日）
  1. 金色のうた
  2. 春のうた
  3. 鳥のうた
  4. 月のうた
- summer snow （2016年7月27日）
  1. フォークダンスカルナヴァル
  2. 月下香
  3. 8
  4. AmAsiA
  5. summer snow
- Last dance（2017年2月1日）
  1. Last dance
  2. 砂の城
  3. 与作ofマシュケナダ